# Пранс, Гиллиан
Сэр Гиллиан Пранс (Ghillean Prance) (род. 13 июля 1937) — британский ботаник и эколог который опубликовал ряд научных работ по систематике таких семей, как Chrysobalanaceae и Lecythidaceae, но особое внимание уделял вопросу документирования экологии опыления «Виктории амазонской». Пранс был директором Королевских ботанических садов в Кью в 1988—1999 годах.

## Биография
Пранс родился 13 июля 1937 года в Брандестоне, Саффолк, Англия. Образование получил в «Malvern College» и в «Keble College» Оксфордского университета. В 1963 году получил степень доктора философии по лесной ботанике в «Commonwealth Forestry Institute».
С 1963 года Пранс работал в Нью-Йоркском ботаническом саду, сначала младшим научным сотрудником, а с 1988 года директором Института экономической ботаники и старшим вице-президентом по науке. Значительную часть работы в Нью-Йоркском ботаническом саду он посвятил проведению широкомасштабных полевых исследований в районе Амазонки в Бразилии. Был директором Королевских ботанических садов в Кью с 1988 до 1999 года.

## Текущая деятельность
После выхода на пенсию он не оставил научной деятельности, в частности, нужно отметить его участие в проекте Эдем. Пранс, набожный христианин, является председателем международной экологической христианской организации «A Rocha» и был президентом британской организации «Christians in Science» в 2002-08 годах.
Он принимает активное участие в решении экологических вопросов, является попечителем Благотворительного фонда Амазонки, и вице-президентом музея «Nature in Art».

## Чествования
В 1995 году Пранс был посвящен в рыцари. С 1961 года он является членом Лондонского Линнеевского общества, с 1993 года член Лондонского королевского общества и в 1999 году был удостоен медали «Victoria Medal of Honour».
Два фотографических портрета Пранса хранятся в Национальной портретной галерее в Лондоне.